# Anna Littorin
Anna Elisabeth Littorin, född 14 december 1974 i Fosie i Malmö, är en svensk skådespelare.
Anna Littorin är utbildad på Teaterhögskolan i Malmö 1994–1998. Hon har mest verkat på teaterscenen, till exempel på Fria Teatern. Littorin utgör även en tredjedel av showperformancegruppen KEL.
Hon är sambo med skådespelaren Olle Sarri och de har två barn: 
barnskådespelaren Ellen Sarri Littorin, född 2009, och en son född 2017.

## Filmografi (urval)
- 2003 – Tur & retur
- 2007 – Den nya människan
- 2009 – Äntligen midsommar!
- 2012 – Prime Time
- 2018 – Jimmie

### TV
- 1999 – Mormors magiska vind (TV-serie)
- 2006 – Kronprinsessan (TV-serie)
- 2008 – De halvt dolda (TV-serie)
- 2011 – Solsidan (TV-serie)
- 2017 – Sommaren med släkten (TV-serie)
- 2019 – Revansch (TV-serie) (TV-serie)